# Declaración (derecho)
Declaración es, en derecho, la manifestación formal que realiza una persona con efectos jurídicos, especialmente la que hacen las partes, testigos o peritos en un proceso judicial. Es entendida como la comunicación de un sujeto privado concerniente a una determinada actuación regulada por las normas o precisada por la administración para su control.

## En economía
Declaración: comunicación oficial de datos sobre ingresos, cantidad de bienes producidos o activos en efectivo a las autoridades estatales. 
- Declaración del impuesto sobre bienes inmuebles: incluye información sobre los bienes imponibles.[3]

La persona que presenta (hace) la declaración se llama declarante. 
La Declaración está consagrada en la Convención de las Naciones Unidas contra la Corrupción (artículo 8), en varios documentos del Banco Mundial, la OCDE y otras instituciones internacionales. El sistema de declaración existe en muchos países del mundo, pero no hay una norma única, y cada país tiene sus propias peculiaridades. Al mismo tiempo, todos los sistemas se articulan en torno a dos objetivos clave: prevenir el enriquecimiento ilícito o gestionar los conflictos de intereses. 

### Por país
- En China, todos los funcionarios están obligados a presentar información anual sobre sus gastos e ingresos, así como sobre los gastos e ingresos de sus familiares.[8]
- En Brasil, Dinamarca y Kazajistán sólo se aplica la declaración de la renta a los funcionarios.
- En EE. UU., los empleados públicos deben declarar los ingresos.[9] También existe el programa Streamlined Filing Compliance Procedures, que ofrece a los contribuyentes estadounidenses que reúnan los requisitos necesarios la posibilidad de ponerse al día en sus declaraciones de impuestos atrasadas sin incurrir en sanciones graves.[10]
- En el Reino Unido, los miembros del Parlamento y de la Cámara de los Lores también están obligados a declarar sus ingresos.[11]
- En Suecia, Noruega y Canadá, la obligación de presentar una declaración de la renta se aplica a todos los ciudadanos, incluidos los funcionarios (sin ninguna especificación).[12]
- En Finlandia y Singapur, los funcionarios presentan informes anuales sobre sus gastos.
- Francia ha introducido un impuesto sobre la "Riqueza", por el que los empresarios y los ciudadanos públicos pagan un impuesto más alto que los ciudadanos de clase media.